# SpaceX CRS-23
Chronologie
SpaceX CRS-22 SpaceX CRS-24
La mission SpaceX CRS-23 est la 23e mission du Commercial Resupply Services, de SpaceX, vers la Station spatiale internationale, lancée le 29 août 2021 à 07 h 17 UTC (Temps universel coordonné) depuis le pas de tir 39A. Cette mission, dirigée par SpaceX et la NASA, est la troisième du cargo Crew Dragon. La capsule est revenue sur Terre le 1er octobre 2021 à 02 h 57 UTC en amerrissant dans l'Océan Atlantique.

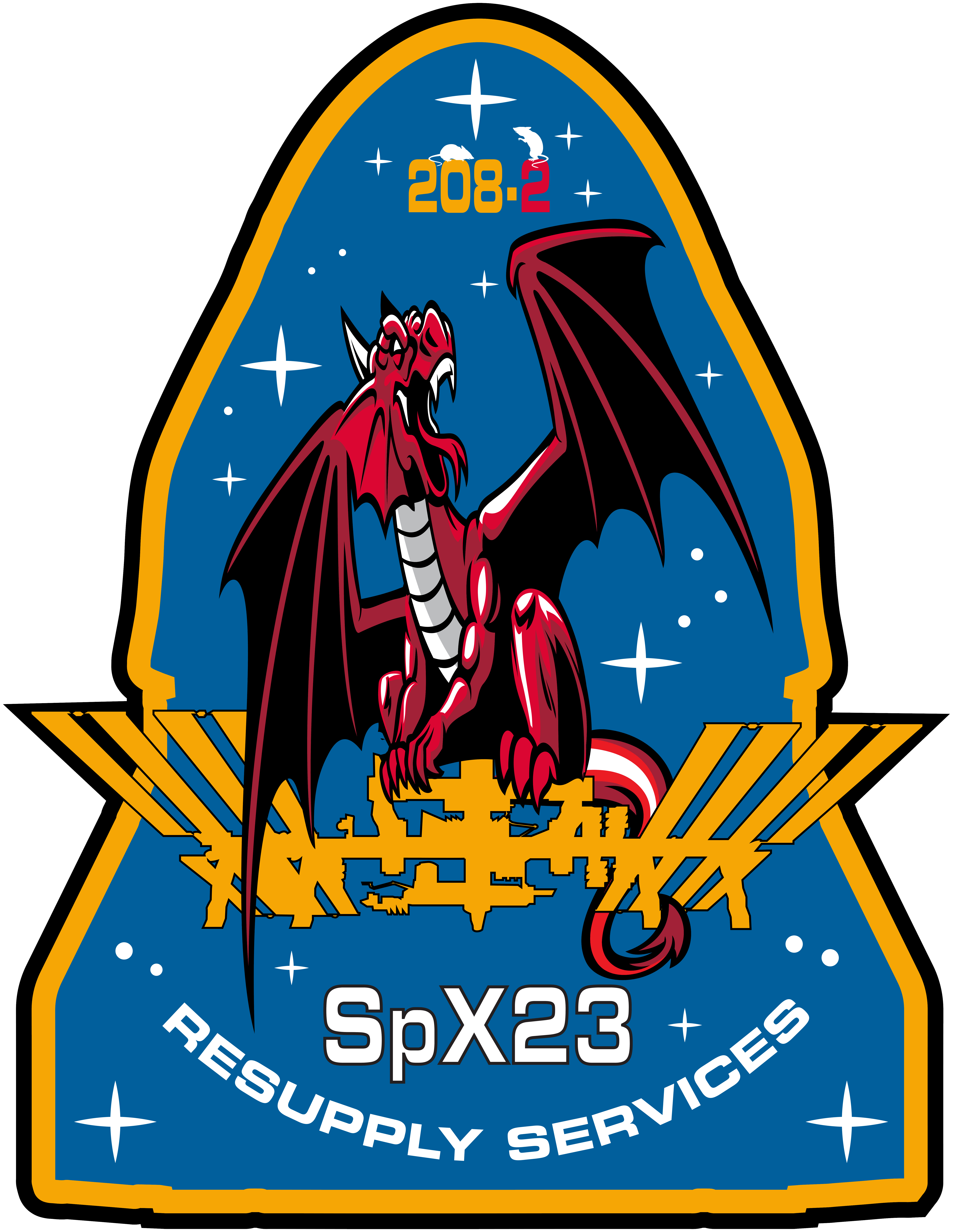
Patch de mission.

## Fret
Le cargo emporte avec lui un total de 1 957 kg de fret pressurisé, dont :
- 480 kg de fourniture pour l'équipage,
- 1 046 kg d'équipements scientifiques,
- 69 kg d'équipements pour les sorties extra-véhiculaires,
- 338 kg de pièces détachées,
- 24 kg de pièces pour les russes.

Le cargo emporte également 2 207 kg de fret non pressurisé.

## CubeSats
Il emmène avec lui 7 CubeSats, dont 3 dans le cadre de la mission ELaNa 37,.
| Nom              | Pays        | Organisation                                | Description                                                 |
| ---------------- | ----------- | ------------------------------------------- | ----------------------------------------------------------- |
| CAPSat           | États-Unis  | Université de l'Illinois à Urbana-Champaign | Démonstration de contrôle et de navigation,                 |
| PR_CuNaR 2       | États-Unis  | Université de Porto Rico                    | Mieux comprendre les collisions de particules               |
| SPACE HAUC       | États-Unis  | Université du Massachusetts à Lowell        | Démonstration de communications radio,                      |
| CUAVA 1          | Australie   | CUAVA                                       | Entraîner les futurs ingénieurs,                            |
| Binar 1          | Australie   | Université Curtin                           | Développer une aptitude australienne d'exploration spatiale |
| Maya 3           | Philippines | STAMINA4Space                               | Démonstration de divers instruments,                        |
| Maya 4           | Philippines | STAMINA4Space                               | Démonstration de divers instruments,                        |
| mission ELaNa 37 |             |                                             |                                                             |